# Smithfield (Észak-Karolina)
Smithfield település az Amerikai Egyesült Államok Észak-Karolina államában, Johnston megyében, melynek megyeszékhelye is. Lakosainak száma 11 292 fő (2020. április 1.).

## Népesség
A település népességének változása:
| Lakosok száma | 12 965 | 10 966 | 11 292 |
|               | 2008   | 2010   | 2020   |